# Viganella
Viganella is een gemeente in de Italiaanse provincie Verbano-Cusio-Ossola (regio Piëmont) en telt 185 inwoners (31-12-2004). De oppervlakte bedraagt 13,7 km², de bevolkingsdichtheid is 14 inwoners per km².

## Demografie
Viganella telt ongeveer 98 huishoudens. Het aantal inwoners steeg in de periode 1991-2001 met 6,3% volgens cijfers uit de tienjaarlijkse volkstellingen van ISTAT.
| Jaar | Inwoneraantal |
| ---- | ------------- |
| 1991 | 192           |
| 2001 | 204           |

## Spiegel
Viganella ligt in een dal, waardoor het elk jaar van 11 november tot 2 februari geen zonlicht heeft. Sinds 2006 staat er een automatisch met de zon meebewegende spiegel van 8 x 5 meter op een berg aan de noordzijde, op 500m hoger dan het dorp, die indirect de zon op het dorpsplein laat schijnen, of soms zo wordt bijgesteld dat die op een andere plaats in het dorp schijnt.

## Geografie
De gemeente ligt op ongeveer 1012 m boven zeeniveau.
Viganella grenst aan de volgende gemeenten: Antrona Schieranco, Calasca-Castiglione, Montescheno, Seppiana.
Antrona Schieranco · Anzola d'Ossola · Arizzano · Arola · Aurano · Baceno · Bannio Anzino · Baveno · Bee · Belgirate · Beura-Cardezza · Bognanco · Borgomezzavalle · Brovello-Carpugnino · Calasca-Castiglione · Cambiasca · Cannero Riviera · Cannobio · Caprezzo · Casale Corte Cerro · Cavaglio-Spoccia · Ceppo Morelli · Cesara · Cossogno · Craveggia · Crevoladossola · Crodo · Cursolo-Orasso · Domodossola · Druogno · Falmenta · Formazza · Germagno · Ghiffa · Gignese · Gravellona Toce · Gurro · Intragna · Loreglia · Macugnaga · Madonna del Sasso · Malesco · Masera · Massiola · Mergozzo · Miazzina · Montecrestese · Montescheno · Nonio · Oggebbio · Omegna · Ornavasso · Pallanzeno · Piedimulera · Pieve Vergonte · Premeno · Premia · Premosello-Chiovenda · Quarna Sopra · Quarna Sotto · Re · San Bernardino Verbano · Santa Maria Maggiore · Stresa · Toceno · Trarego Viggiona · Trasquera · Trontano · Valle Cannobina · Valstrona · Vanzone con San Carlo · Varzo · Verbania · Vignone · Villadossola · Villette · Vogogna